# هجرانی
 هجرانی نام یک آلبوم موسیقی اثر حسین علیزاده، هنرمند ایرانی است که در سبک سنتی تهیه شده و دارای ۱۷ آهنگ است.
این آلبوم یک آلبوم تکنوازی تار در دستگاه سه‌گاه و ماهور می‌باشد که آهنگ‌های دستگاه سه‌گاه از اجرای زنده رادیو برلین در سال ۱۳۶۱ بوده و آهنگ‌های دستگاه ماهور هم در استودیوی بل (با صدابرداری ایرج حقیقی) در سال ۱۳۶۲ ضبط شده‌اند. آهنگ‌های با عنوان «چهار مضراب» و «ضربی شکسته» از ساخته‌های یوسف فروتن است. قطعات این اثر به لحاظ ریتمیک، بدیع بوده و با ساختاری متفاوت از آثار هم‌دورهٔ خود ساخته شده‌اند. قطعهٔ هجرانی در این اثر، بیش از سی بار تغییر ریتم می‌دهد. ترجیع‌بند این قطعه، جمله‌ای 22 ضربی است.  حسین علیزاده این قطعه را به محمدرضا لطفی استاد تار و هنرمند هم‌دورهٔ خود تقدیم کرده‌است.

## فهرست آهنگ‌ها
| ردیف | آهنگ                   |
| ۱    | پیش درآمد              |
| ۲    | درآمد                  |
| ۳    | زابل                   |
| ۴    | مویه                   |
| ۵    | مخالف                  |
| ۶    | ضربی مخالف             |
| ۷    | فرود                   |
| ۸    | هجران                  |
| ۹    | درآمد، کرشمه           |
| ۱۰   | چهارمضراب              |
| ۱۱   | داد، نوایی             |
| ۱۲   | فیلی                   |
| ۱۳   | شکسته                  |
| ۱۴   | ضربی شکسته             |
| ۱۵   | دلکش، چهارمضراب، فرود  |
| ۱۶   | عراق، نهیب، حزین، محیر |
| ۱۷   | فغان                   |